# Wolfgang Eichberger
Wolfgang Eichberger (* 1911; † Juni 1963) war ein deutscher Schauspieler, Hörspiel- und Synchronsprecher.

## Leben
Eichberger, ein ausgebildeter Theaterschauspieler, trat 1939 in Veit Harlans Das unsterbliche Herz zum ersten Mal in einem Film auf. Erst in den 1950er Jahren war er erneut auf der Kinoleinwand zu sehen, unter anderem in den drei Märchenfilmen Zwerg Nase (1953), Hänsel und Gretel (1954) und Rotkäppchen (1954). 1955 spielte er an der Seite von Winnie Markus, Curd Jürgens und Bernhard Wicki in dem Filmdrama Du mein stilles Tal die Rolle des Vaters von Fred Halbenstein, der die Tochter der Hauptdarsteller ehelicht. Ein Jahr später war er auch in der Filmkomödie Ein Mann muß nicht immer schön sein neben Peter Alexander zu sehen. 1959 drehte er seinen letzten Film, die Literaturverfilmung Alt Heidelberg mit Sabine Sinjen, Christian Wolff und Gert Fröbe.
Zwischen 1949 und 1963 war Eichberger vor allem als Synchronsprecher tätig. Als solcher lieh er seine Stimme unter anderem Charles Laughton (Unter Verdacht, 1944), Randolph Scott (Die Todesschlucht von Arizona, 1950), Ernest Borgnine (Verdammt in alle Ewigkeit, 1953), Peter Finch (Panzerschiff Graf Spee, 1956), Christopher Lee (Dracula, 1958) und Lex Barker (Das Todesauge von Ceylon, 1963). Zudem kam er häufig bei Hörspielproduktionen zum Einsatz, so beispielsweise zwischen 1957 und 1961 in drei der legendären Paul-Temple-Hörspiele von Francis Durbridge.
Eichberger, der mit seiner Schauspielkollegin Franziska Stömmer verheiratet war, starb im Juni 1963.

## Filmografie
- 1939: Das unsterbliche Herz
- 1951: Die Tat des Anderen
- 1953: Zwerg Nase
- 1954: Hänsel und Gretel
- 1954: Rotkäppchen
- 1955: Der 20. Juli
- 1955: Du mein stilles Tal
- 1956: Ein Mann muß nicht immer schön sein
- 1956: Der Prozeß Mary Dugan (TV-Film)
- 1959: Alt Heidelberg

## Hörspiele
- 1951: In der 25. Stunde – Regie: Hanns Cremer
- 1953: Das Gespenst von Canterville – Regie: Willy Purucker
- 1953: Der Herr von Paris – Regie: Fritz Benscher
- 1956: Per Saldo – Regie: Rolf Purucker
- 1957: Paul Temple und der Fall Gilbert – Regie: Eduard Hermann
- 1957: Bimmel-Bolle – Regie: Erich Köhler
- 1958: Der Maestro – Regie: Hans Bernd Müller
- 1958: Paul Temple und der Fall Lawrence – Regie: Eduard Hermann
- 1958: Maigret nimmt Urlaub – Regie: Hans Drechsel
- 1958: Der Fleck an der Wand – Regie: Erich Köhler
- 1959: Berlin und Samuel Fischer – Schicksalsbilder im Wandel einer Weltstadt – Regie: Hanns Korngiebel
- 1960: Peter Voss, der Millionendieb – Regie: Heinz-Günter Stamm
- 1961: Paul Temple und der Fall Conrad – Regie: Eduard Hermann
- 1961: Maigret und sein Revolver – Regie: Heinz-Günter Stamm
- 1961: Die Schatten von Hollywood – Regie: Willy Purucker